# Zhufutun (köpinghuvudort i Kina, Hebei Sheng, lat 38,16, long 114,65)
Zhufutun är en köpinghuvudort i Kina. Den ligger i provinsen Hebei, i den norra delen av landet, omkring 240 kilometer sydväst om huvudstaden Peking. Antalet invånare är 34 925. Befolkningen består av 17 879 kvinnor och 17 046 män. Barn under 15 år utgör 16,0 %, vuxna 15-64 år 75 %, och äldre över 65 år 8,0 %.
Runt Zhufutun är det mycket tätbefolkat, med 1 095 invånare per kvadratkilometer. Närmaste större samhälle är Shijiazhuang, 19,5 km sydväst om Zhufutun. Trakten runt Zhufutun består till största delen av jordbruksmark.
Genomsnittlig årsnederbörd är 702 millimeter. Den regnigaste månaden är juli, med i genomsnitt 228 mm nederbörd, och den torraste är januari, med 4 mm nederbörd.